# Bogy Bogy
Bogy Bogy is een voormalige Nederlandse band geformeerd door Bolland & Bolland. De groep bestond van 1996 tot en met 1998
Het moest een Nederlandse versie van ABBA worden. De groep bestond uit twee zangers en twee zangeressen en bracht twee singles uit. Het werd echter geen succes en in 1998 werd de groep alweer opgeheven.
Bogy Bogy is nu vooral bekend omdat presentatrice Tooske Breugem een van de leden was.

## Discografie

### Singles
- Friday Night (1997 met B-kant You Touched Me)
- You Don't Love Me Anymore (1997 met B-kant Love Is The Answer)

### Overig
- I will be there for you (op het verzamelalbum Turn Me On - Smooth & Sexy ter promotie van de Muziek10daagse 1997)